# Stella di mare – Hilfe, wir erben ein Schiff!
Pour plus de détails, voir Fiche technique et Distribution.
Stella di mare – Hilfe, wir erben ein Schiff! (en français, Stella di mare - Au secours, nous héritons d'un bateau !) est un téléfilm autrichien réalisé par Xaver Schwarzenberger, diffusé en 1999.

## Synopsis
La famille Prantner semble souffrir de malchance. Le chef de famille Friedrich se débat dans son nouveau studio d'enregistrement à la table de mixage avec son programme. Ses clients semblent des voyous. L’épouse Nina confectionne une robe pour une Kammersängerin dans un salon de mode, mais elle éclate à cause d’une grave erreur devant la caméra lors de son apparition au gala. En raison de son désespoir, elle détruit également le studio d'enregistrement de Friedrich avec juste "la pression d'un bouton". Les deux sont maintenant sans travail.
Ils ont deux filles plutôt studieuses. Sophie est une étudiante assidue et guitariste, alors que Marie, à trois ans de l'abitur, est partisane du moindre effort. Il s'avère que Marie a imité les signatures dans les premières lettres d'avertissement. Friedrich est nerveux à la fin et Nina est toujours optimiste.
Lorsque Friedrich veut se saouler à l'auberge voisine, Nina découvre une lettre recommandée pendant le nettoyage, que Sophie a déjà reçue la veille. Maintenant, le malheur de la famille devrait prendre fin. La lettre est d'un notaire. Elle a un héritage, son parrain lui a laissé un yacht dans la ville portuaire italienne de Grado.
Alors Friedrich (avec des réticences au début) part avec son épouse Nina et ses deux filles Sophie et Marie en route pour l'Italie afin de s'approprier cet héritage propice. Mais en conduisant, la famille s'aperçoit qu'elle a oublié son passeport chez elle. Nina et Marie sont sur le chemin du retour à Vienne pour obtenir les passeports. Marie est dans la cuisine depuis un moment, elle provoque un incendie chez elle de manière totalement inaperçue en allumant le poêle.
À la frontière avec l'Italie, cependant, il n'y a plus de contrôles aux frontières. Dans le lagon de Grado, la voiture tombe en panne à cause du manque d’essence. Lors du remorquage, un Italien qui passe au hasard les aide. Au petit-déjeuner, les filles découvrent un yacht de luxe blanc portant l'inscription "Stella" dans le port. Toute la famille est maintenant sur le bateau, qui est censé leur appartenir. Ils y trouvent des objets étranges. Mais Sophie est surprise et réalise que le navire s'appelle Stellamarin. Immédiatement, ils quittent le mauvais navire.
L'héritage n'est pas un yacht de luxe, mais un bateau rouillé. Le docker accueille immédiatement les Prantner et leur montre le vieux yacht. Sophie et Marie sont enthousiastes, Nina également. Mais Friedrich refuse pour le moment de prendre l'héritage. Après avoir passé la première nuit sur le yacht, Friedrich est toujours boudeur et a envie de rentrer chez lui. Mais il ne peut pas imposer cela parce qu'il est rejeté par sa famille. Friedrich participe ainsi à la rénovation de l'ancien navire. Lorsqu'il commence à le démarrer illégalement et à circuler dans le port, le docker lui offre le permis de conduire du bateau. Mais Friedrich refuse et Nina s’occupe de cette affaire.
Lors de l'examen oral, elle a besoin d'aide pour se rendre au rendez-vous et impressionne l'examinatrice avec quatre paquets de café et 5 000 shillings. Nina reçoit le permis de conduire. Les Prantner veulent maintenant voyager sur d'autres rives, mais c'est difficile. Cependant, ils sont aidés par une Italienne avec des outils, qui plus tard flirte avec Friedrich. Quand ils veulent y aller, il y a une inondation et ils se retrouvent avec le toit du navire au pont bas. Quelque temps plus tard, la marée est basse et ils sont coincés dans le lagon.

Ensuite, l’Italienne réapparaît et invite les Prantner sur une île où elle présente sa famille. La fête commence par une cuisine copieuse et se termine par une soirée dansante. Ensuite, les Prantner rentrent au port à marée haute, où ils reçoivent enfin la nouvelle de la police concernant l'incendie de leur appartement à Vienne, causé par Marie. Sur le chemin du retour, leurs bagages sont contrôlés à la frontière. Arrivés à Vienne, ils retrouvent l'appartement incendié, l'invité du voisin leur présente ses condoléances.
Dans l'appartement, Sophie craint d'abord le divorce des parents en raison de problèmes financiers. Quand toute la famille s’embrasse, Willy Kralik et Jenny Pippal se présentent à la rencontre des gagnants de la grande loterie. Ils leur disent qu'ils ont gagné 12 millions de shillings. Nina craint d’abord que le billet ait brûlé, mais elle le trouve intact dans une boîte de conserve. Le numéro du billet s'avère être correct et les Prantner sont donc des millionnaires.

## Fiche technique
- Titre : Stella di mare – Hilfe, wir erben ein Schiff!
- Réalisation : Xaver Schwarzenberger assisté de Sissi Boehler
- Scénario : Ulrike Schwarzenberger
- Musique : Anna Lauvergnac
- Direction artistique : Georg Resetschnig
- Costumes : Heidi Melinc
- Photographie : Xaver Schwarzenberger
- Son : Roman Schwartz
- Montage : Helga Borsche
- Production : Jochen Löscher, Ronald Mühlfellner, Werner Swossil
- Sociétés de production : Österreichischer Rundfunk, Bavaria Film, Bayerischer Rundfunk, Teamfilm Wien
- Société de distribution : Österreichischer Rundfunk
- Pays d'origine :  Autriche
- Langue : allemand
- Format : Couleurs - 1,78:1 - Stéréo
- Genre : Comédie
- Durée : 89 minutes
- Date de diffusion :
  -  Allemagne : 13 octobre 1999.

## Distribution
- Erwin Steinhauer : Friedrich Prantner
- Ulrike Beimpold (de) : Nina Prantner
- Theresa Böhler : Marie Prantner
- Veronica Csarmann : Sophie Prantner
- Giampiero Bianchi (it) : Tonio Ciprian
- Corinne Cléry : Mariangela
- Beatrice Frey : Nelly
- Lotte Ledl : La conseillère commerciale
- Peter Matić : Le client de Friedrich
- Götz Spielmann : Le médiateur
- Hans Dieter Knebel (de) : L'invité
- Willy Kralik : L'animateur de la loterie
- Jenny Pippal : L'animatrice de la loterie

## Source de la traduction
- (de) Cet article est partiellement ou en totalité issu de l’article de Wikipédia en allemand intitulé « Stella di mare – Hilfe, wir erben ein Schiff! » (voir la liste des auteurs).